# Guardianes de la Galaxia vol. 3
Guardianes de la Galaxia vol. 3 (o Guardianes de la Galaxia volumen 3), titulada originalmente en inglés como Guardians of the Galaxy Vol. 3 (comercializada como Guardians of the Galaxy Volume 3) es una película de superhéroes estadounidense basada en el equipo de superhéroes de Marvel Comics, Guardianes de la Galaxia. Producida por Marvel Studios y distribuida por Walt Disney Studios Motion Pictures, es la secuela de Guardianes de la Galaxia (2014) y Guardianes de la Galaxia vol. 2 (2017), y la película número 32 del Universo cinematográfico de Marvel (UCM). La película está escrita y dirigida por James Gunn y protagonizada por un elenco conjunto compuesto por Chris Pratt, Zoe Saldaña, Dave Bautista, Karen Gillan, Pom Klementieff, Vin Diesel, Bradley Cooper, Will Poulter, Sean Gunn, Chukwudi Iwuji, Linda Cardellini, Nathan Fillion, y Sylvester Stallone. En la película, los otros Guardianes corren para salvar la vida de Rocket (Cooper) de su creador, el Alto Evolucionador (Iwuji), que es un científico extraterrestre que intenta perfeccionar el universo.
Gunn tuvo ideas iniciales para una tercera y última película de Guardianes de la Galaxia en noviembre de 2014, y anunció su regreso para escribir y dirigir en abril de 2017 antes del estreno de Vol. 2. Vol. 3 explora la historia del origen de Rocket, con quien Gunn se identifica personalmente. Disney despidió a Gunn de Vol. 3 en julio de 2018 después de que resurgieran chistes controvertidos que hizo en Twitter. Gunn recibió el apoyo de varios miembros del elenco y el estudio cambió de opinión en octubre de ese año. Su regreso se reveló públicamente en marzo de 2019, y reinició el trabajo en la película después de completar su película  El Escuadrón Suicida (2021) y la primera temporada de su serie derivada Peacemaker (2022) para DC Films. Nuevos miembros del elenco, incluidos Iwuji y Poulter, se unieron al inicio del rodaje, que tuvo lugar en Trilith Studios en Atlanta, Georgia, desde noviembre de 2021 hasta mayo de 2022.
Guardianes de la Galaxia vol. 3 tuvo su estreno mundial en Disneyland Paris el 22 de abril de 2023, y fue estrenada en Estados Unidos el 5 de mayo de 2023, como parte de la Fase Cinco del UCM. Al igual que sus predecesores, fue un éxito comercial y de crítica, y muchos lo consideraron una conclusión satisfactoria para la trilogía. Recaudó más de $845,6 millones en todo el mundo y convirtiéndose en la cuarta película más taquillera de 2023. En los 96.º Premios de la Academia, la película fue nominada a los Mejores efectos visuales.

## Argumento
En su nueva sede en Knowhere, los Guardianes de la Galaxia son atacados por Adam Warlock, un Soberano guerrero creado por la Suma Sacerdotisa Ayesha, que busca destruirlos por robarle. Después de herir gravemente a Rocket, Adam es apuñalado por Nebula y obligado a huir. Los botiquines de los Guardianes no son efectivos para curar las heridas de Rocket, debido a un interruptor de muerte incrustado en él por la organización Orgocorp. Los Guardianes viajan a la sede de Orgocorp para encontrar el código de anulación del interruptor y salvar la vida de Rocket.
Mientras Rocket yace inconsciente, recuerda su pasado. Fue encontrado como un mapache bebé y fue objeto de experimentos por el Alto Evolucionador, líder de Orgocorp, que buscaba mejorar y antropomorfizar formas de vida animales, conocidas como Humanimals, para crear una sociedad ideal llamada Contra-Tierra. Rocket se hizo amigo de sus compañeros sujetos de prueba del Lote 89: la nutria Lylla, la morsa Teefs y el conejo Floor. El Alto Evolucionador quedó impresionado por la creciente inteligencia de Rocket y utilizó su conocimiento para corregir un defecto en lotes posteriores de Humanimal. Sin embargo, sintió envidia del intelecto de Rocket y planeó cosechar su cerebro para realizar más investigaciones y incinerando el obsoleto Lote 89. Rocket intentó liberar a sus amigos antes de que el Alto Evolucionador matara a Lylla, quien posteriormente se burló de Rocket por mostrar dolor por su muerte. Un Rocket enfurecido atacó brutalmente al Alto Evolucionado, desfigurandole la cara, antes de enzarzarse en un tiroteo con los secuaces de este último, con Teefs y Floor muriendo en el fuego cruzado. Al darse cuenta de que todos sus amigos están muertos, Rocket huye de Contra-Tierra en una nave espacial.
En el presente, una versión alternativa de Gamora, que se ha unido a los Devastadores, ayuda a los Guardianes a infiltrarse en Orgocorp. Recuperan el archivo de Rocket, pero descubren que se eliminó el código, Theel, uno de los asesores del Alto Evolucionador. Los Guardianes y Gamora viajan hacia la Contra-Tierra para encontrarlo. Los siguen Ayesha y Adam después de que el Alto Evolucionador, el creador de su raza, amenaza con acabar con el Soberano si no logran recuperar a Rocket. En la Contra-Tierra, Drax y Mantis permanecen con Gamora y Rocket, mientras Peter Quill, Groot, y Nebula son guiados al complejo de Laboratorios Arête. Los guardias obligan a Nebula a esperar debido a sus mejoras cibernéticas; Quill y Groot entran en Arête. Drax engaña a Mantis para que persiga al grupo de Quill y Gamora salva a Rocket de Adam y Puerca de Guerra, guardia del Alto Evolucionador.
Cuestionado por Quill, el Alto Evolucionador admite que esta versión de la sociedad de la Contra-Tierra es imperfecta, por lo que bombardea el planeta, matando a los Humanimales y Ayesha. La Arête parte como una nave espacial, con Nebula, Drax y Mantis abordando para rescatar a Quill y Groot. Sin embargo, este último par escapa de la Arête con Theel, a quien matan antes de recuperar el código de su cadáver. Son rescatados por Gamora en su nave. Mientras que Quill intenta usar el código, Rocket tiene una experiencia cercana a la muerte en la que se reúne con Lylla, Teefs y Floor. Sin embargo, Lylla le dice que su hora aún no ha llegado, mientras Quill logra desactivar el interruptor de muerte y reinicia el corazón de Rocket.
Drax, Nebula y Mantis se encuentran el próximo grupo de sujetos de prueba del Alto Evolucionador, niños humanoides modificados genéticamente, antes de ser capturados. Los otros Guardianes organizan un rescate, lo que lleva a una batalla contra las fuerzas del Alto Evolucionador. Kraglin dispara a la Arête con Knowhere y luego ayuda a salvar a los ciudadanos de Knowhere de un contraataque de Hellspawn del Alto Evolucionador. Con la intención de retirarse, la tripulación del Alto Evolucionador se amotina, pero su líder los mata. Drax, Nebula, y Mantis se hacen amigos de tres Abilisks monstruosos para escapar y reunirse con el resto de los Guardianes. Los Guardianes retrasan su partida de Arête y eligen rescatar a los niños, que escapan a Knowhere a través del túnel telequinético construido por Cosmo el perro espacial que conecta Knowhere con la Arête. Rocket descubre animales encarcelados en la nave y se enfrentan al Alto Evolucionador, a quien los otros Guardianes derrotan. Rocket perdona al Alto Evolucionado, y los Guardianes ayudan a los animales a escapar a Knowhere. Quill casi muere intentando llegar a Knowhere, pero es salvado por Adam, a quien Groot había rescatado antes de la destrucción de Arête.
Quill decide dejar a los Guardianes y nombra a Rocket como el nuevo capitán, y se reúne con su abuelo en la Tierra. Mantis se embarca en un viaje de autodescubrimiento con los Abilisks, Gamora se reúne con los Ravagers y Nebula y Drax permanecen en Knowhere para criar a los niños rescatados. Los nuevos Guardianes, que consisten en Rocket, Groot, Kraglin, Cosmo, Adam, Phyla (una de los niños rescatados) y la mascota de Adam, Blurp, más tarde se embarcan en una nueva misión.

## Reparto
- Chris Pratt como Peter Quill / Star-Lord:
El mitad humano, mitad-Celestial y líder de los Guardianes de la Galaxia que fue secuestrado de la Tierra cuando era niño y criado por un grupo de ladrones y contrabandistas alienígenas llamados Devastadores (Ravagers).[5] En la película, Quill se encuentra en un "estado de depresión" tras la aparición de una variante de su amante fallecida Gamora, quien no comparte el mismo afecto por Quill que su versión anterior tenía por él, lo que a su vez afecta su liderazgo de los Guardianes.[6]
- Zoe Saldaña como Gamora:
Una huérfana que busca la redención de sus crímenes pasados y que fue entrenada por Thanos para ser su asesina personal.[5] La versión original de Gamora, miembro de los Guardianes, fue asesinada por Thanos en Avengers: Infinity War (2018), y una versión alternativa del personaje viajó al presente en Avengers: Endgame (2019); Saldaña repite este último papel en esta película,[7][8] ahora sirviendo como miembro de los Devastadores.[9] Saldaña afirmó que el Vol. 3 sería la última vez que interpretaría a Gamora, señalando que originalmente firmó para interpretarla en una película y terminó interpretando el papel durante mucho más tiempo, un papel que estaba agradecida de interpretar debido al impacto que tuvo especialmente en las fans femeninas.[10]
- Dave Bautista como Drax el Destructor:
Un miembro de los Guardianes y un guerrero altamente calificado cuya familia fue masacrada por Ronan el Acusador, bajo las instrucciones de Thanos.[5] Bautista afirmó que el Vol. 3 sería la última vez que interpretaría a Drax, estando agradecido por el papel, pero afirmando que era un "alivio" haber concluido su tiempo con el personaje, dadas las largas horas necesarias para maquillarse y con la esperanza de seguir una carrera más dramática en roles de actuación.[11] Debido a la decisión de Bautista, el escritor y director James Gunn optó por no incluir a Drax en la escena poscréditos.[12]
- Karen Gillan como Nebula:
 Un miembro de los Guardianes, una exVengadora y la hermana adoptiva de Gamora que, de manera similar a ella, fue entrenada por su padre adoptivo Thanos para ser su asesina personal.[13] Gillan creía que Nebula se estaba convirtiendo en una "persona ligeramente diferente", con más ligereza, a medida que comienza a sanar psicológicamente luego de la muerte de Thanos, quien fue la fuente de su abuso y tormento.[14] El Vol. 3 cumple con un arco de personajes que Gunn imaginó cuando comenzó a trabajar en Guardianes de la Galaxia (2014), en la que Nebula pasa de ser una villana menor a un miembro de los Guardianes.[15] La película insinúa un posible romance entre Star-Lord y Nebula, pero Gunn negó haber considerado alguna vez que ambos se convirtieran en pareja. A pesar de esto, Gillan sintió que Nebula está un poco enamorada de Quill.[12]
- Pom Klementieff como Mantis: Un miembro de los Guardianes con poderes empáticos y que es media-hermana de Peter.[16]
- Vin Diesel como Groot:
Un miembro de los Guardianes que es un humanoide con forma de árbol y el mejor amigo de Rocket.[5] Austin Freeman, quien interpretó a Randy en el episodio «The Variant» (2021) de la Loki, proporcionó captura de movimiento en el set para Groot.[17]
- Bradley Cooper como Rocket:
Un miembro de los Guardianes y ex Vengador que es un transgénico mapache cazarrecompensas y maestro de las armas y tácticas militares.[5] Gunn dijo que la película cuenta la historia de Rocket, incluidos sus antecedentes y "adónde va", junto con cómo se relaciona con los otros Guardianes y el final de esta iteración del equipo.[18] Esta película completa un arco para el personaje que se estableció en las dos primeras películas de Guardianes y continuó en Infinity War y Endgame.[19] Sean Gunn una vez más proporcionó la captura de movimiento en el set para el personaje, mientras que también dio voz al joven Rocket.[20] Cooper también dio voz al adolescente Rocket mientras que Noah Raskin dio voz al bebé Rocket.[21]
- Will Poulter como Adam Warlock:
Un poderoso ser artificial creado por el Soberano para destruir a los Guardianes.[22] Dado que Warlock es un recién nacido del capullo del Soberano, es "básicamente un bebé" que "no entiende muy bien la vida".[23] Poulter creía que había "mucha comedia" en alguien que acababa de entrar al mundo por primera vez y "trataba de desarrollar su brújula moral", al mismo tiempo que tenía "un patetismo genuino".[24] Gunn pensó que las interacciones de Warlock con los Guardianes proporcionaron "una yuxtaposición interesante" de lo que ha sido su viaje y lo describió como un superhéroe más tradicional en comparación con los Guardianes, aunque no necesariamente un héroe.[25]
- Sean Gunn como Kraglin Obfonteri: Un miembro de los Guardianes y ex segundo al mando de Yondu Udonta en los Devastadores.[26]
- Chukwudi Iwuji como el Alto Evolucionador:
Un científico cyborg alienígena y director ejecutivo de OrgoCorp especializado en la creación de criaturas híbridas y el creador de Rocket, que busca mejorar por la fuerza a todos los seres vivos en una "raza especial" donde se le atribuye la creación de Animen, Humanimals, Hell Spawn, Sovereign, Xeronians y Niños Estrella.[24][27][28] Iwuji describió al personaje como "narcisista, sociópata, pero muy encantador", y agregó que había "algo muy shakespeareano en él, hay algo emocionalmente muy oscuro en él, y además es muy divertido".[29] En preparación para el papel, Iwuji escuchó música clásica, que sintió que era la música favorita de su personaje, en contraste con las canciones de música pop y rock estadounidense que se reproducen en la película, lo que le permitió volver a sus arias y óperas favoritas, como Las bodas de Fígaro (1786) y Don Giovanni (1787), ambas de Wolfgang Amadeus Mozart.[30] Gunn comparó al Alto Evolucionador con "una versión espacial" del Doctor Moreau de La isla del doctor Moreau (1932), una película de la que Gunn es un gran admirador, llamándolo "un personaje detestable".[6] Gunn describió al Alto Evolucionador como el "villano más cruel del MCU" hasta ese momento debido a cómo impacta negativamente las vidas de Rocket y sus compañeros sujetos,[31] mientras que Iwuji y Gunn se aseguraron de evitar dar el personaje cualquier simpatía intencional a diferencia de los villanos anteriores del MCU como Thanos o Killmonger, en lugar de optar por centrarse en la determinación del personaje y su personalidad narcisista y celosa, que fue comparada con algunas de las figuras históricas "más horribles".[32]
- Linda Cardellini como Lylla:
Una nutria antropomórfica que es socia y amiga de Rocket.[33] Linda Cardellini proporciono tanto la voz como la captura de movimiento del personaje, habiendo interpretado al personaje de Laura Barton en proyectos anteriores del UCM.[34][35]
- Nathan Fillion como Master Karja: Un orgocentinela en Orgocorp.[36][37]
- Sylvester Stallone como Stakar Ogord: Un Devastador de alto rango.[38]

Repitiendo su papel de películas anteriores y/o de The Guardians of the Galaxy Holiday Special aparecen Elizabeth Debicki como Ayesha, la suma sacerdotisa dorada y líder del pueblo de los Soberanos, quién había creado a Adam Warlock para destruir a los Guardianes; Michael Rosenbaum, del Vol. 2, como Martinex, un Devastador de alto rango; Seth Green como la voz de Howard elPato; Christopher Fairbank como el Broker y Rhett Miller como Steemie y Bzermikitokolok, dos habitantes de Knowhere; Gregg Henry como el abuelo de Quill, Jason; y Michael Rooker como Yondu Udonta, el exjefe de los Devastadores y el mentor fallecido de Peter. Maria Bakalova repite su papel de captura de movimiento y voz de Holiday Special como Cosmo, el perro espacial, un miembro de los Guardianes que es un perro inteligente que desarrolló habilidades psiónicas después de ser abandonado en el espacio exterior por la Unión Soviética. Gunn cambió el género de Cosmo de masculino, como se muestra en los cómics, a femenino para la película, como tributo a la inspiración original del personaje, Laika, una perra espacial soviética que se convirtió en uno de los primeros animales en el espacio. Cosmo fue interpretado físicamente por actor canino, Slate, después de hacerlo también para el Holiday Special, y anteriormente fue interpretado por el actor canino Fred en Guardianes de la Galaxia (2014) y Guardianes de la Galaxia vol. 2 (2017). Tara Strong (quien dio voz a Miss Minutes en la serie televisiva Loki) da voz a Mainframe, quien anteriormente fue interpretada por Miley Cyrus no acreditada en Vol. 2. Jared Gore proporciona captura de movimiento para Krugarr, un Devastador que ejerce poderes de hechicería y habla a través de su hechicería.
Asim Chaudhry da voz a Teefs, una morsa antropomórfica; Mikaela Hoover (que interpretó a la asistente de Nova Prime en la primera película) da voz a Floor, un conejo antropomórfico; Daniela Melchior aparece como Ura, la recepcionista de Orgocorp; Miriam Shor y Nico Santos aparecen como Recorder Vim y Recorder Theel, respectivamente, los secuaces de mentalidad científica del Alto Evolucionador; Jennifer Holland aparece como Administradora Kwol, una empleada de seguridad de Orgocorp; Kai Zen aparece como Phyla, uno de los  Niños Estrella prisioneros del Alto Evolucionador; Judy Greer (quien interpretó a Maggie Lang en los das primeras películas Ant-Man) da voz a War Pig, un cerdo cyborg y miembro de los Engendros que trabaja para el Alto Evolucionador; Reinaldo Faberlle da voz a Behemoth, un pájaro cyborg y miembro de los Engendros que también trabaja para el Alto Evolucionador; Dee Bradley Baker da voz a Blurp, un F'saki peludo, que es la mascota de un Devastador sin nombre; y Dane DiLiegro aparece como un pulpo Humanimal traficante de drogas en Contra-Tierra (acreditado como Unsavory Octopus).
Cameos en la película incluyen a Lloyd Kaufman como Gridlemop, un Krylorian en Knowhere que participa en un juego de cartas con Kraglin; y Pete Davidson como Phlektik, un guardia en los Laboratorios Arête; Molly C. Quinn como una Devastadora; y el escritor y director James Gunn como la voz de Lambshank, un experimento deformado del Alto Evolucionador ese se encuentra entre los liberados por los Guardianes de la Galaxia. Gunn originalmente escribió el papel para Stan Lee y planeó que grabara la voz de Lambshank en lugar de viajar a Atlanta debido a la edad de Lee, antes de diseñar el rostro del personaje para que se pareciera al de Lee. Después de la muerte de Lee, Gunn decidió asumir el papel.

## Producción

### Desarrollo

#### Trabajo inicial
El director y escritor de Guardianes de la Galaxia (2014), James Gunn, declaró en noviembre de 2014 que, además de tener la "historia básica" de Guardianes de la Galaxia vol. 2 (2017) mientras trabajaba en la primera película, tenía ideas para una posible tercera película. A pesar de esto, en junio de 2015 no estaba seguro de si participaría en una tercera película de Guardianes, diciendo que dependería de cómo se sintiera después de hacer Vol. 2. En abril de 2016, el presidente de Marvel Studios, Kevin Feige, también productor de las películas de Guardianes, dijo que se planeaba una tercera película para la franquicia como parte del Universo cinematográfico de Marvel (MCU) en "2020 y más allá". En marzo de 2017, Gunn dijo que habría una tercera película "de seguro. Estamos tratando de resolverlo", y pronto agregó que aún no había planes específicos para la película, pero que Marvel querría hacerla "a menos que algo salga horrible, lo cual siempre es posible, nunca se sabe". También reiteró que no había decidido si dirigiría la película, y que iba a descubrir su participación y su próximo proyecto "durante las próximas dos semanas". Parte de la renuencia de Gunn a regresar a la franquicia provino de no querer trabajar en ella sin Michael Rooker, cuyo personaje de las dos primeras películas, Yondu Udonta, murió al final del Vol. 2.
| "Al final, mi amor por Rocket, Groot, Gamora, Star-Lord, Yondu, Mantis, Drax y Nebula, y algunos de los otros héroes próximos, va más allá de lo que ustedes posiblemente puedan imaginar, y siento que tienen más aventuras que vivir y cosas que aprender sobre sí mismos y el maravilloso y, a veces, aterrador universo en el que todos habitamos". —James Gunn, escritor y director de Guardianes de la Galaxia Vol. 3, sobre su decisión de regresar para la película |

Gunn anunció en abril de 2017 que volvería a escribir y dirigir Guardianes de la Galaxia Vol. 3. Dijo que la película estaría ambientada después de Avengers: Infinity War (2018) y Avengers: Endgame (2019), y "concluiría la historia de esta iteración de los Guardianes de la Galaxia, y ayudaría a catapultar a los personajes antiguos y nuevos de Marvel a los próximos diez años y más allá". También sintió que las tres películas de Guardianes "funcionarían juntas como un todo", contando una historia, y la tercera película "uniría muchas cosas" de las dos primeras y daría "una muchas respuestas sobre muchas cosas diferentes". Gunn también planeó trabajar con Marvel en el futuro del "Universo Cósmico de Marvel". Estaba decidido para comenzar a trabajar en Vol. 3 poco después de completar su trabajo como productor ejecutivo y consultor en Infinity War. Al regresar para la tercera película, Gunn dijo: "No habría dicho que sí si no hubiera tenido una idea bastante clara de hacia dónde íbamos y qué íbamos a hacer. No soy un tipo que simplemente lo haga si no tengo una visión para ello".
Después de incluir originalmente a Adam Warlock en su tratamiento del guion para el Vol. 2, Gunn y Feige señalaron la importancia del personaje en el lado cósmico del MCU e insinuaron que aparecería en el Vol. 3. En mayo de 2017, después del estreno del Vol. 2, Gunn dijo que crearía la tercera película "durante los próximos tres años", y confirmó que Pom Klementieff volvería a interpretar su papel como Mantis. También pretendía que Elizabeth Debicki repitiera su papel como Ayesha. A mediados de junio de ese año, Gunn había completado el primer borrador de su guion para la tercera película, y estaba considerando cambiar una parte de la información del personaje que había colocado en el fondo de la secuencia de la foto policial en la primera película (cuando los Guardianes son capturados por Nova Corps). En septiembre, Gunn reiteró que el Vol. 3 se estrenaría "en poco menos de tres años", ya que la película se había programado de forma privada para su estreno el 1 de mayo de 2020. A fines de febrero de 2018, Gunn planeó reunirse con Mark Hamill para hablar sobre su posible aparición en la película. En abril, Chris Pratt fue confirmado para repetir su papel como Peter Quill / Star-Lord, y al mes siguiente, Dave Bautista confirmó repetir su papel como Drax el Destructor. Marvel recibió el primer borrador completo del guion de Gunn a fines de junio, antes del comienzo de la preproducción oficial de la película.

### Despido de James Gunn
El 20 de julio de 2018, Disney y Marvel rompieron lazos con Gunn. Esto se produjo después de que los comentaristas conservadores comenzaran a circular viejos tuits que había hecho sobre temas controvertidos como la violación y la pedofilia, y pidieron su despido. El presidente de Walt Disney Studios, Alan F. Horn declaró: "Las actitudes y declaraciones ofensivas descubiertas en el feed de Twitter de James son indefendibles e inconsistentes con los valores de nuestro estudio, y hemos roto nuestra relación comercial con él". Aunque no formó parte de la decisión de despedir a Gunn, el CEO de The Walt Disney Company Bob Iger apoyó la "decisión unánime" de varios ejecutivos de Marvel y Walt Disney Studios. En respuesta, Gunn dijo en una serie de tuits que cuando comenzó su carrera estaba "haciendo películas y contando chistes que eran escandalosos y tabú", pero sintió que había "desarrollado como persona, también mi trabajo y mi humor". Continuó: "No es para decir que soy mejor, pero soy muy, muy diferente de lo que era hace unos años; hoy trato de enraizar mi trabajo en el amor y la conexión y menos en la ira. Mis días diciendo algo solo porque es impactante y tratar de obtener una reacción se acabó". En una declaración separada, Gunn dijo que los tuits en ese momento eran "esfuerzos totalmente fallidos y desafortunados de ser provocativos", y agregó: "Entiendo y acepto las decisiones comerciales tomadas hoy. Incluso después de tantos años, asumo toda la responsabilidad por la forma en que entonces me conduje".

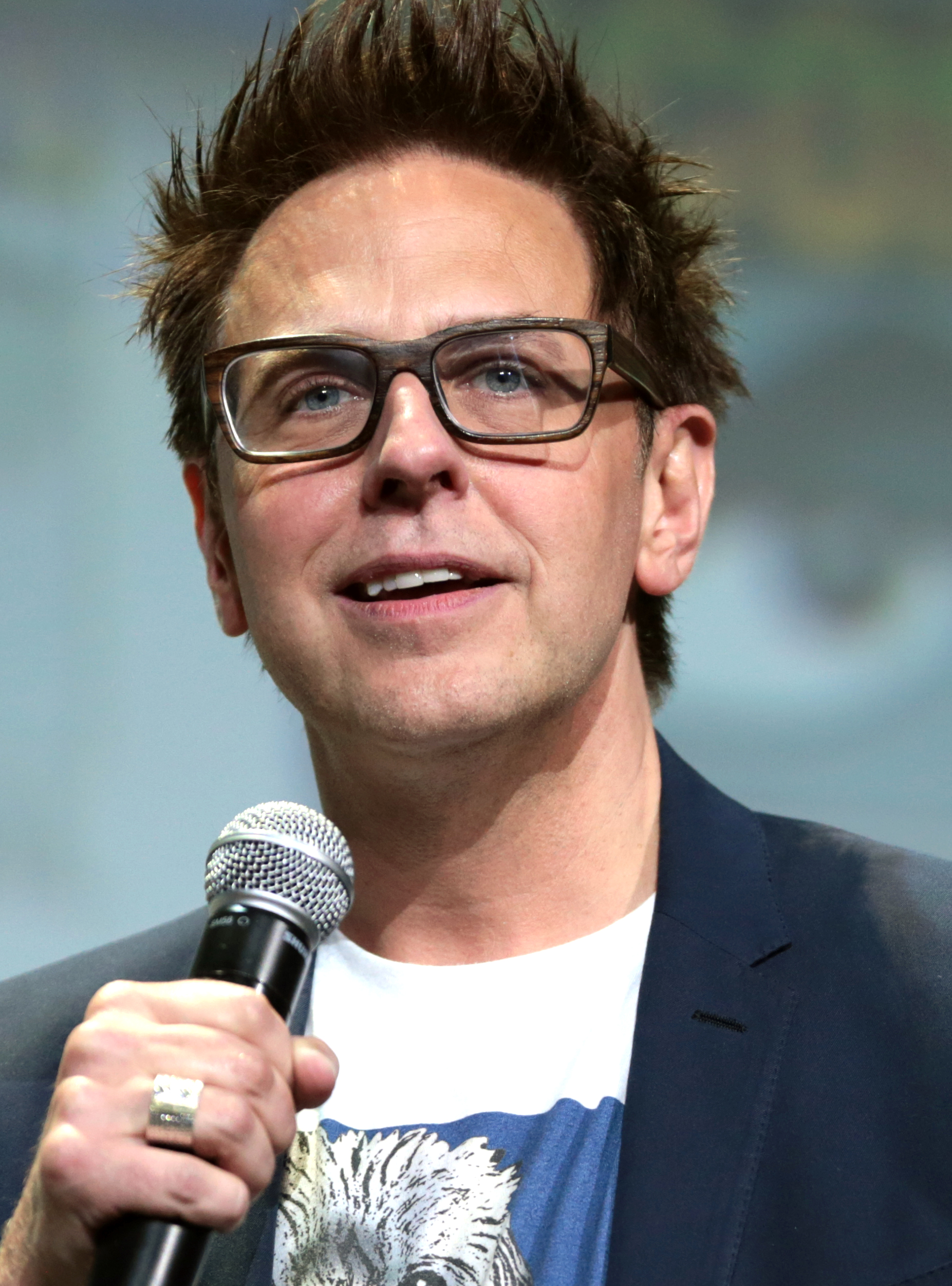
James Gunn, escritor y director de Guardians of the Galaxy Vol. 3

En respuesta al despido, muchos de los miembros del elenco de Guardianes tuitearon su apoyo a Gunn. El actor Michael Rooker decidió abandonar Twitter, mientras que los fanáticos firmaron una petición en línea solicitando la reincorporación de Gunn, que recibió más de 300 000 firmas. El despido también obtuvo la reacción de otras personalidades de Hollywood, como la actriz Selma Blair y el comediante Bobcat Goldthwait, e inspiró artículos de opinión sobre el despido y cómo afectaría a Hollywood de Kareem Abdul-Jabbar y organizaciones de noticias como The Hollywood Reporter, Variety, Deadline Hollywood, y Forbes. El 30 de julio de ese año, el elenco de las películas de Guardianes de la Galaxia, incluyendo a Pratt, Zoe Saldaña, Bautista, Bradley Cooper, Vin Diesel, Sean Gunn, Klementieff, Rooker y Karen Gillan, emitió una declaración en apoyo de James Gunn, diciendo: "Apoyamos totalmente a James Gunn. Todos quedamos impactados por su abrupto despido la semana pasada e intencionalmente hemos esperado estos diez días para responder con el fin de pensar, orar, escuchar y discutir. En ese momento, nos sentimos alentados por la gran cantidad de apoyo de los fanáticos y miembros de los medios de comunicación que desean ver a James reincorporado como director de Volumen 3, así como desanimados por aquellos que se engañan fácilmente por creer las muchas extravagantes teorías de conspiración que los rodean". A pesar de esto y del notable "apoyo vociferante" que recibió Gunn, Variety informó que Disney no planeaba volver a contratarlo porque las bromas eran "inaceptables en la era #MeToo y no están en línea con la imagen familiar de Disney". Variety continuó diciendo que, a pesar de los rumores de que Gunn sería reemplazado por directores establecidos de Marvel como Jon Favreau, Taika Waititi, o los hermanos Russo, Marvel aún no se había reunido con ningún otro director y probablemente contrataría a alguien nuevo. A principios de agosto, Bautista dijo que cumpliría su contrato y aparecería en la película siempre que Marvel decidiera usar el guion existente de Gunn.
Disney y Marvel aún querían "avanzar rápidamente" en la película, y pronto se confirmó que mantendrían el guion de Gunn. Esto, combinado con el hecho de que Gunn no incumplió su contrato ya que los tuits se escribieron años antes de que firmara para la película, llevó a "negociaciones complicadas" entre Gunn y Disney sobre su acuerdo de salida. Se esperaba que Gunn recibiera entre 7 y 10 millones de dólares o más, y había cierta esperanza de que las negociaciones pudieran llevar a que finalmente regresara de alguna manera, "incluso si [era] para desarrollar y dirigir otra película de Marvel". Gunn sería libre de pasar a nuevos proyectos después del acuerdo, y otros estudios importantes estaban interesados en contratarlo, incluido Warner Bros. para su franquicia rival de superhéroes, el Universo extendido de DC (DCEU). Durante este tiempo, los ejecutivos de Marvel Studios comenzaron "conversaciones secundarias" con Disney en un intento de encontrar un compromiso que pudiera llevar a Gunn a regresar a la película de alguna manera. Este esfuerzo de "última hora" de Marvel se inspiró en las declaraciones del elenco de la película. A mediados de agosto, Gunn se reunió con Horn luego de un fuerte impulso de la agencia de talentos de Gunn para que le diera un segunda oportunidad. A pesar de esto y de la naturaleza "civil y profesional" informada de la reunión, Horn solo lo tomó como una cortesía y lo usó para reafirmar la decisión de Disney de despedir a Gunn.
Más tarde, en agosto, el pequeño equipo que se estaba preparando para la preproducción fue despedido porque la producción de la película se pospuso para que Marvel y Disney pudieran encontrar un director para reemplazar a Gunn. La preproducción debía comenzar a fines de 2018, con la fotografía principal programada para enero o febrero de 2019. En ese momento, Bautista no estaba seguro de si regresaría para la película, ya que no sabía si "querría trabajar para Disney" dada la forma en que manejaron el despido de Gunn. A fines de septiembre, el hermano de James Gunn, Sean Gunn, quien interpretó a Kraglin Obfonteri y proporcionó captura de movimiento para Rocket en las películas anteriores de 'Guardianes', reiteró que Disney todavía tenía la intención de hacer la película con el guion de James, pero no había revelado al elenco cuándo podría continuar la producción. Sean agregó que se había estado preparando para repetir sus papeles en la tercera película antes del despido de su hermano. A finales de mes, se le preguntó a Cooper si consideraría dirigir Vol. 3 tras el éxito de su debut como director A Star Is Born (2018), pero dijo que "nunca podría imaginar" dirigir una película que no escribió. A mediados de octubre, James Gunn había completado su acuerdo de salida con Disney y estaba listo para escribir y posiblemente dirigir El Escuadrón Suicida (2021) para Warner Bros y DC Films.

### Recontratación de Gunn
El día después de que Gunn se uniera a The Suicide Squad a mediados de octubre de 2018, Horn le notificó en privado que podría regresar como director de Vol. 3. Esto se produjo después de más reuniones entre los estudios y Gunn. Horn había cambiado de opinión después de quedar impresionado por la respuesta de Gunn a la situación. Gunn habló sobre sus compromisos con The Suicide Squad con Feige, y la producción de Vol. 3 se suspendió hasta febrero de 2021 para permitir que Gunn completara The Suicide Squad primero. En diciembre, después de trabajar con Marvel Studios en el guion de Ant-Man (2015), Adam McKay dijo que estaba dispuesto a trabajar con el estudio nuevamente y afirmó que había discutido asumir el cargo de director de Vol. 3 con Feige, entre otros proyectos. A principios de 2019, Feige y Pratt reiteraron que Marvel seguiría haciendo Vol. 3, y en marzo de 2019, se reveló públicamente que Gunn había sido recontratado como director de la película. Deadline Hollywood declaró que Marvel Studios "nunca se había reunido con ningún otro director ni lo había considerado" para la película. A fines de abril, se esperaba que las cinco estrellas principales de la franquicia: Pratt, Saldaña, Bautista, Cooper, y Diesel regresaran para la secuela, y con el rodaje llevándose a cabo en 2020.
Hablando sobre su despido y recontratación en mayo de 2019, Gunn dijo que de todos los elementos de la película que le entristeció dejar cuando lo despidieron, el más significativo para él fue el personaje de Rocket. Gunn se identifica personalmente con Rocket, describiéndose a sí mismo y al personaje como "lo mismo". Gunn agregó que Vol. 3 terminaría el arco del personaje que comenzó en las dos primeras películas y continuó en Infinity War y Endgame. De hecho, había llegado a amar al personaje desde que trabajó en la primera película porque sentía que una historia de origen para Rocket podría justificar que un "personaje tonto" parecido a Bugs Bunny como él podría existir en el MCU si fuera la más triste del universo, acreditándola como la "semilla" de la trilogía. Mientras que Vol. 3 revela efectivamente la historia de fondo de Rocket a través de flashbacks similares a los de la estructura de la historia de El Padrino II (1974), Gunn inicialmente consideró contar los orígenes de Rocket en una película en equipo entre él y Groot sin los otros Guardianes. Finalmente lo convencieron de hacer una tercera película centrada en los Guardianes en lugar de la película de Rocket y Groot, pero decidió usarla para contar la historia de Rocket. Ese mes, Gillan confirmó que regresaría para la secuela y expresó su entusiasmo por el regreso de Gunn a la franquicia. En junio, se le preguntó a Saldaña sobre su papel en la película después de que su personaje Gamora hubiera muerto en Infinity War y volvió a interpretar a una versión más joven en Endgame, que viaja a través del tiempo hasta el presente. Saldaña dijo que el destino de Gamora dependería de los planes que Marvel y Gunn tuviesen para Vol. 3, pero que le gustaría ver a Gamora reincorporarse a los Guardianes y también ser retratada como "la mujer más letal de la galaxia", como se le había mencionado anteriormente. Se le preguntó a Gunn en octubre si no estaba contento con la decisión de Marvel de matar a Gamora en Infinity War y dijo que no, y agregó que había discutido la historia con el estudio de antemano. Según los guionistas de Infinity War y Endgame, Christopher Markus y Stephen McFeely, Gamora regresó en Endgame específicamente para que Gunn pudiera incluirla en Vol. 3.
En diciembre de 2019, se le preguntó a Gunn si haría que Yondu regresara en la película y dijo que mientras estuviera involucrado con los personajes de Guardianes, no haría que el personaje resucitara. Gunn sintió que lo que estaba en juego en la muerte de un personaje era importante y dijo que los personajes que mueren en sus películas probablemente permanecerían muertos. Gunn dijo en febrero de 2020 que devolverle la vida a Yondu "anularía el sacrificio de Yondu" en Vol. 2, y dijo que el personaje no regresaría a menos que fuera para una precuela o un flashback; Gunn dijo más tarde que Yondu no resucitaría en la película para no disminuir el significado de su muerte. En abril, Gunn dijo que la pandemia de COVID-19 no afectaría los planes de producción de la película en ese momento, diciendo el mes siguiente que la película se estrenaría "un poco después de 2021". En agosto, Gunn entregó un nuevo borrador del guion de la película y comenzó a escribir una serie de televisión derivada de The Suicide Squad titulada Peacemaker (2022). Un mes después, planeaba comenzar a trabajar en Vol. 3 en 2021 después de completar esa película y la serie. Confirmó en noviembre que el guion de Vol. 3 estaba terminado, y dijo que muy poco había cambiado con respecto a sus ideas iniciales a pesar de los contratiempos de producción. La película recibió una fecha de estreno de 2023 un mes después, y se aseguró que el rodaje comenzaría a fines de 2021. Poco después, se reveló también que la historia se desarrollaría después del especial de Navidad, The Guardians of the Galaxy Holiday Special (2022).

### Preproducción
El trabajo de preproducción que creó los diseños y las imágenes de la película comenzó en abril de 2021. A principios de mayo, Marvel Studios anunció que la película se estrenaría el 5 de mayo de 2023. Más tarde ese mes, Gunn dijo que el Vol. 3 tendría lugar después de los eventos de Thor: Love and Thunder (2022), que presentaba a varios personajes de los Guardianes. Gunn había comenzado a hacer guiones gráficos la película en junio, y más tarde se reveló que el rodaje comenzaría en noviembre de 2021 en Atlanta, Georgia, y se esperaba que terminase alrededor de abril de 2022. Para entonces, Bautista dijo que no había leído el guion de Vol. 3 y no estaba seguro de si había cambiado durante los retrasos en la producción. Al mes siguiente, Gillan dijo que ella y Klementieff habían leído el guion juntas y que les había parecido increíble, brillante, emotivo y divertido. También sintió que era el "trabajo más sólido hasta ahora" de Gunn con los personajes de los Guardianes. Gunn reiteró que el guion "básicamente se había mantenido igual" desde tres años antes, pero había estado "jugando con él en pequeñas formas" a lo largo de los años. Estaba en medio de otro borrador a finales de mes y dijo que la película sería emotiva y tendría una historia "más pesada" que las películas anteriores, con un enfoque más fundamentado inspirado en El Escuadrón Suicida y Peacemaker. Una de las primeras opciones que Gunn tenía en mente para el personaje que se convertiría en el villano principal de la película y que se revelaría como el que creó a Rocket fue el villano Cuatro Fantásticos, Annihilus, pero Gunn finalmente optó por llenar ese papel con el Alto Evolucionador. Gunn originalmente escribió una aparición breve para Kumail Nanjiani, un amigo suyo, pero eliminó esto después de enterarse de que Nanjiani había sido elegido como Kingo en Eternals (2021), de Marvel Studios.
A fines de agosto, Gunn y Marvel Studios comenzaron a reunirse con actores para el papel de Adam Warlock, incluido Will Poulter, quién audicionó para el papel a través de Zoom antes de una prueba de pantalla en persona con Gunn en Atlanta. Poulter inicialmente supo que el personaje había sido insinuado al final del Vol. 2, pero no le dijeron el nombre del personaje hasta que le dieron información "gota a gota" sobre la "repleta" historia de cómics de Warlock con el Alto Evolucionador. George MacKay también había estado en la lista corta y Regé-Jean Page fue considerado para el papel, mientras que David Corenswet también audicionó y Aaron Pierre casi fue elegido para el papel. Más tarde fueron elegidos por Gunn para la franquicia, DC Universe (DCU), respectivamente como los personajes de DC Comics, Superman en la película Superman (2025) y John Stewart / Green Lantern en la serie de televisión Lanterns. En septiembre, Gillan reiteró sus comentarios positivos sobre el guion y dijo que la película exploraría los personajes de las películas anteriores de Guardianes en un nivel más profundo, mientras que Seth Green, quien da voz a Howard el pato en el MCU, dijo que la película sería sobre la historia de Gamora y Nebula. No sabía en ese momento si Howard aparecería después de hacerlo en las películas anteriores de Guardianes. Poulter fue elegido como Adam Warlock en octubre, y Gunn dijo que ya se habían elegido "docenas de papeles". También se realizaron castings para varios papeles secundarios, incluidos extraterrestres y guardias de seguridad. Pratt comenzó los ensayos y las pruebas de cámara más tarde ese mes, y se llevó a cabo una reunión de producción a principios de noviembre, poco antes del inicio del rodaje. Gunn también reiteró sus comentarios sobre no resucitar a Yondu en la película.

### Rodaje
La fotografía principal comenzó el 8 de noviembre de 2021, en los Trilith Studios en Atlanta, Georgia, bajo el título provisional de Hot Christmas. Henry Braham se desempeñó como director de fotografía, después de hacerlo para el Vol. 2. El rodaje estaba programado previamente para comenzar en enero o febrero de 2019 antes del despido de Gunn, y luego en febrero de 2021, antes de que Gunn comenzara a trabajar en Peacemaker. Con el comienzo del rodaje, Sylvester Stallone reveló que regresaría como Stakar Ogord del Vol. 2, y Gunn publicó una foto de los miembros principales del reparto que revelaba que Chukwudi Iwuji formaba parte de la película tras su colaboración con Gunn en Peacemaker. Más tarde se reveló que su papel era el del Alto Evolucionador. La prueba de pantalla de Iwuji para la película se filmó en el set de Peacemaker con el equipo de esa serie, y Marvel le devolvió este favor al permitir que Gunn usara el set del Vol. 3 y el equipo para filmar el cameo de Ezra Miller como Barry Allen / The Flash para el final de temporada de Peacemaker.
La diseñadora de producción Beth Mickle dijo que Gunn optó por usar principalmente efectos prácticos para el Vol. 3 después de que lo hiciera con su trabajo en The Suicide Squad. En febrero de 2021, Gunn declaró que la película se rodaría con la tecnología de producción virtual StageCraft de Industrial Light & Magic, que fue desarrollada para la serie del universo Star Wars de Disney+, The Mandalorian, pero en octubre dijo que no podrían usar la tecnología porque los decorados eran demasiado grandes, creyendo que eran más grandes que los decorados utilizados en The Suicide Squad. El interior de la nueva nave de los Guardianes, el Bowie, era un set de cuatro pisos. Judianna Makovsky se desempeñó como diseñadora de vestuario. El especial de Navidad, The Guardians of the Galaxy Holiday Special, se filmó al mismo tiempo que el Vol. 3, de febrero a finales de abril de 2022, con el mismo elenco principal y escenarios. Gunn disfrutó poder pasar a filmar el especial después de hacer escenas para Vol. 3, dada la diferencia tonal entre los dos con Vol. 3 siendo más "emotivo", sintiendo que también ayudó a brindar un "alivio" a los actores, y llamó Holiday Special disparar más fácil que Vol. 3. En febrero de 2022, se reveló que Callie Brand aparecería en la película como un extraterrestre. También se esperaba que el rodaje se llevara a cabo en Londres, Inglaterra, a fines de 2021. Vol. 3 es la primera película de MCU que presenta la palabra "fuck" sin censura; lo habla Quill. El diálogo no estaba escrito, sino que Pratt lo improvisó por sugerencia de Gunn, aunque hubo cierta consideración sobre darle la línea a Groot en su lugar. Gunn se inspiró en la película coreana The Villainess (2017) inspiró una de las escenas de lucha en Vol. 3. El rodaje concluyó el 6 de mayo de 2022.

### Posproducción
A principios de junio de 2022, se reveló que Daniela Melchior tendría un pequeño papel en la película, después de protagonizar anteriormente The Suicide Squad. También se confirmó que Elizabeth Debicki retomaría su papel como Ayesha, mientras que también se reveló que Maria Bakalova y Nico Santos aparecerían en la película. En julio, se reveló que Iwuji y Bakalova interpretarían al Alto Evolucionador y Cosmo, el perro espacial, respectivamente. Cosmo fue interpretado por el actor canino Fred en las dos primeras películas de Guardianes, y Slate en Holiday Special y Vol. 3. Al mes siguiente, Michael Rosenbaum reveló que retomaría su papel como Martinex del Vol. 2 en la película. En octubre de 2022, se reveló que Bakalova aparecería como Cosmo en el Holiday Special antes de su papel en Vol. 3. En febrero de 2023, Asim Chaudhry reveló que tendría un papel en la película, prestando su voz a Teefs, y en abril, se reveló que Linda Cardellini y Tara Strong habían prestado su voz a Lylla y Mainframe, respectivamente. Cardellini anteriormente apareció en múltiples proyectos del MCU como Laura Barton, y protagonizó como Velma Dinkley en las películas escritas por Gunn, Scooby-Doo (2002) y Scooby-Doo 2: Monsters Unleashed (2004), así como un cameo en la película de Gunn, Super (2010), mientras que Strong reemplazó a Miley Cyrus, quien prestó su voz a Mainframe en Vol. 2, debido a que Cyrus no estaba disponible. Se realizaron dos días de nuevas grabaciones.
Los efectos visuales fueron proporcionados por Framestore, Wētā FX, Sony Pictures Imageworks, Industrial Light & Magic, Rodeo FX, Rise FX, Crafty Apes, BUF, Lola VFX, Perception y Compuhire. Stephane Ceretti regresó de la primera película para actuar como supervisora de efectos visuales, mientras que Fred Raskin regresó de las dos primeras películas para actuar como editor, junto con Greg D'Auria, quien regresó del Holiday Special. La edición adicional estuvo a cargo de Tatiana S. Riegel.

### Doblaje
| Intérpretes        | Personaje               | Doblaje español         | Doblaje Latino     |
| ------------------ | ----------------------- | ----------------------- | ------------------ |
| Chris Pratt        | Peter Quill / Star-Lord | Guillermo Romero        | Carlo Vásquez Díaz |
| Zoe Saldaña        | Gamora                  | Olga Velasco            | Carla Medina       |
| Dave Bautista      | Drax el Destructor      | Pedro Tena              | Dan Osorio         |
| Karen Gillan       | Nebula                  | Cecilia Santiago        | María E. Sandoval  |
| Pom Klementieff    | Mantis                  | Laura Pastor            | Erika Ugalde       |
| Vin Diesel         | Groot                   | Miguel Ángel Muro       | Óscar Bonfiglio    |
| Bradley Cooper     | Rocket                  | Juan Logar Jr.          | Enrique Cervantes  |
| Will Poulter       | Adam Warlock            | Masumi Mutsuda          | Miguel Ángel Leal  |
| Sean Gunn          | Kraglin                 | Alejandro García (Peyo) | Sergio Morel       |
| Chukwudi Iwuji     | Alto Evolucionador      | Fernando Castro (Nano)  | Gerardo García     |
| Linda Cardellini   | Lylla                   | Beatriz Berciano        | Jocelyn Robles     |
| Nathan Fillion     | Master Karja            | Iván Muelas             | Christian Stempler |
| Daniela Melchior   | Ura                     | Nagore Germes           | Natalia Juárez     |
| Sylvester Stallone | Stakar Ogord            | Juan Carlos Gustems     | Eduardo Liñán      |
| Elizabeth Debicki  | Ayesha                  | Inés Blázquez           | Laura Ayala        |
| Maria Bakalova     | Cosmo                   | Laura Barriga           | Lucía Villegas     |
| Seth Green         | Howard el pato          | Roberto González        | Ricardo Méndez     |
| Michael Rooker     | Yondu Udonta            | Carlos Ysbert           | Jesús Guzmán       |

## Música
En abril de 2017, Gunn afirmó que la música para la película sería diferente de la que se había usado para las bandas sonoras de las dos primeras películas, Awesome Mix Vol. 1 y Vol. 2. El mes siguiente, agregó que estaba "en pánico" por la banda sonora y que tuvo que tomar algunas "decisiones bastante específicas" en breve debido a la gama más amplia de música disponible para la historia. A principios de julio de 2017, Gunn había reducido sus opciones de posibles canciones a 181, pero señaló que esta lista podría volver a crecer. Todas las canciones para la película fueron seleccionadas el mes siguiente; las canciones no son modernas y provienen del Zune de Quill que recibió al final del Vol. 2, aunque Gunn agregó que la banda sonora no se limitaba a canciones pop de la década de 1970 en comparación con las dos primeras películas, sino que abarcaba varias décadas. Gunn no pudo usar la canción «Russian Roulette» de The Lords of the New Church para Vol. 3 debido a una batalla legal por su propiedad.
La película comienza con una versión acústica de «Creep» de Radiohead, que proporcionó "un tono muy diferente desde el principio al de las otras dos películas". La película termina con «Dog Days Are Over» de Florence and the Machine, ya que Gunn es fanático de su álbum Lungs; había pensado en incluir la canción para cerrar la trilogía desde que comenzó a escribir Vol. 2.
La lista de canciones de Awesome Mix Vol. 3 se reveló en abril de 2023, y estuvo disponible en Spotify y Apple Music el 3 de abril como parte de un programa más amplio de la lista de reproducción Guardians of the Galaxy: The Official Mixtape, que también incluía las bandas sonoras y las partituras de las dos películas anteriores. Awesome Mix Vol. 3 fue lanzado por Hollywood Records en CD y descarga digital el 3 de mayo de 2023, un vinilo de 2-LP de 12" el 5 de mayo y se lanzó en casete el 7 de julio.
En octubre de 2021, Gunn reveló que John Murphy estaba componiendo la partitura de la película y ya había grabado música para reproducirla en el set durante el rodaje. Murphy reemplazó a Tyler Bates, quien compuso la banda sonora de las dos primeras películas; Murphy también reemplazó a Bates como compositor de El Escuadrón Suicida después de que Bates dejara esa película durante la producción. La partitura original de Murphy para la película se publicó digitalmente el 3 de mayo de 2023.
| Guardians of the Galaxy Vol. 3: Awesome Mix Vol. 3 (Original Motion Picture Soundtrack) |                                              |                          |          |  |
| N.º                                                                                     | Título                                       | Artista(s)               | Duración |  |
| 1.                                                                                      | «Creep» (acústico)                           | Radiohead                | 4:19     |  |
| 2.                                                                                      | «Crazy on You»                               | Heart                    | 4:53     |  |
| 3.                                                                                      | «Since You Been Gone»                        | Rainbow                  | 3:17     |  |
| 4.                                                                                      | «In the Meantime»                            | Spacehog                 | 5:00     |  |
| 5.                                                                                      | «Reasons»                                    | Earth, Wind & Fire       | 4:59     |  |
| 6.                                                                                      | «Do You Realize??»                           | The Flaming Lips         | 3:33     |  |
| 7.                                                                                      | «We Care a Lot»                              | Faith No More            | 4:04     |  |
| 8.                                                                                      | «Koinu no Carnival» (por Minute Waltz)       | EHAMIC                   | 3:10     |  |
| 9.                                                                                      | «I'm Always Chasing Rainbows»                | Alice Cooper             | 2:08     |  |
| 10.                                                                                     | «San Francisco»                              | The Mowgli's             | 2:53     |  |
| 11.                                                                                     | «Poor Girl»                                  | X                        | 2:54     |  |
| 12.                                                                                     | «This Is the Day»                            | The The                  | 4:57     |  |
| 13.                                                                                     | «No Sleep till Brooklyn»                     | Beastie Boys             | 4:07     |  |
| 14.                                                                                     | «Dog Days Are Over»                          | Florence and the Machine | 4:12     |  |
| 15.                                                                                     | «Badlands»                                   | Bruce Springsteen        | 4:02     |  |
| 16.                                                                                     | «I Will Dare»                                | The Replacements         | 3:17     |  |
| 17.                                                                                     | «Come and Get Your Love» (versión regrabada) | Redbone                  | 3:28     |  |

## Marketing

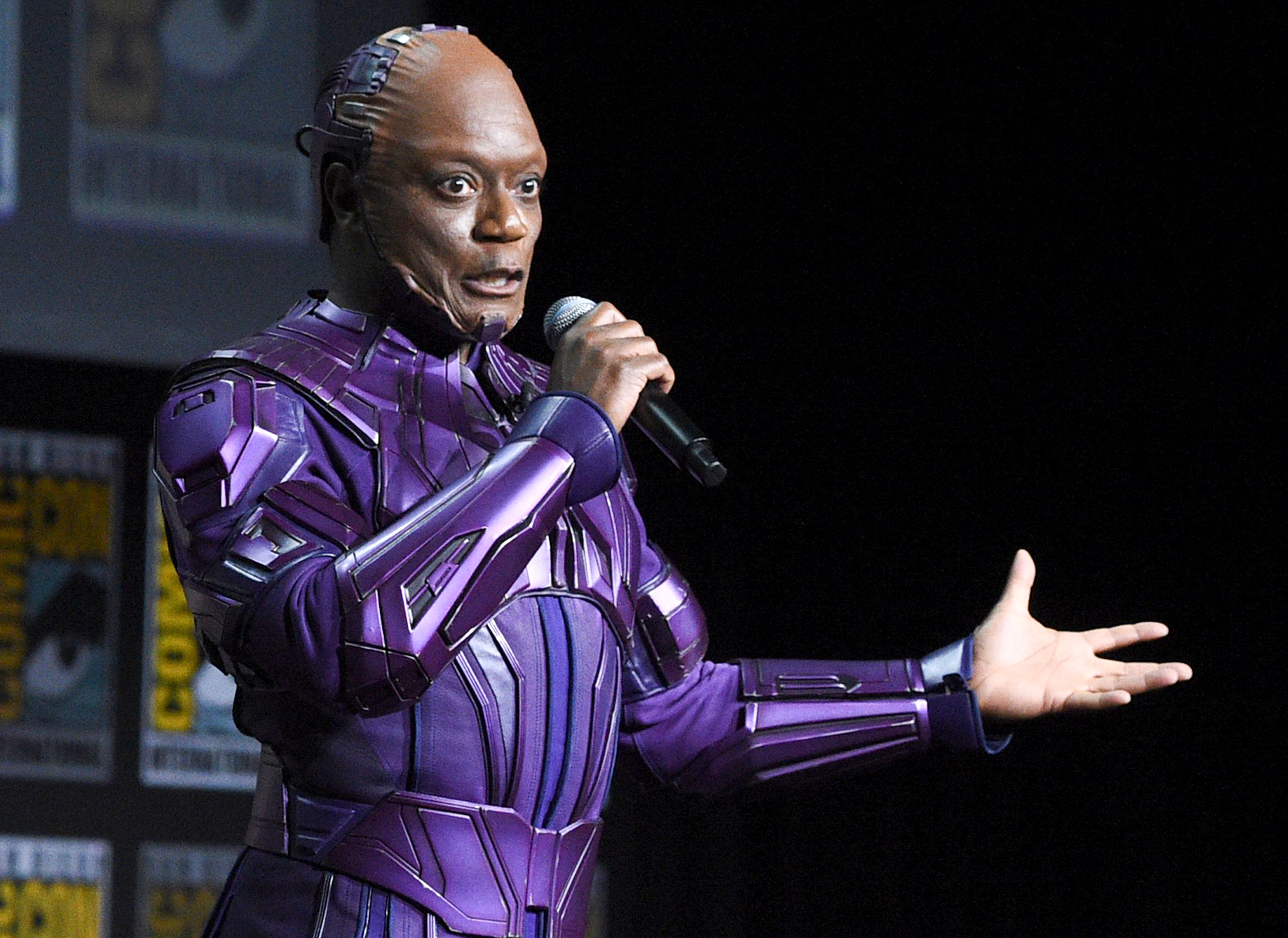
Chukwudi Iwuji promocionando la película en la Comic-Con de San Diego disfrazado de Alto Evolucionador

La película fue discutida durante el panel de Marvel Studios en la Convención Internacional de Cómics de San Diego de 2022, donde se reveló el primer metraje. También se anunció que Iwuji interpretaría al Alto Evolucionador, apareciendo en el panel disfrazado. Gunn dijo que el material de archivo no se hizo público porque los efectos visuales no estaban lo suficientemente completos para "repetir vistas e inspeccionar de cerca". El primer tráiler de la película se lanzó el 1 de diciembre de 2022, durante la Comic Con Experience. El tráiler utilizaba de fondo la canción "In the Meantime", de Spacehog. Drew Taylor de The Wrap calificó el tráiler como alucinante, emocionante y emotivo, y afirmó que "el tono divertido y patentado de 'Guardianes de la Galaxia' de Gunn está muy en su lugar", y señaló "un trasfondo de extrema melancolía". Carson Burton de Variety señaló que el tráiler mostraba que la película "se perfilaría como un final emotivo" al mostrar los recuerdos de Rocket y Star-Lord extrañando a Gamora. Jay Peters, de The Verge, dijo que el tráiler lo intrigó como un "viaje salvaje a través de las estrellas" con diferentes planetas.
El segundo tráiler de la película se lanzó el 12 de febrero de 2023, durante el Super Bowl LVII. Este tráiler utilizó la canción «Since You Been Gone», de Rainbow. Grant Hermanns de Screen Rant sintió que el tráiler daba "una mirada más profunda" a la película, particularmente a los poderes de Adam Warlock en comparación con su breve aparición en el primer avance. Hermanns también dijo que el segundo tráiler "va un paso más allá al resaltar la historia emocional" después de que el primero "estableciera eficientemente el tono de la película, presentando muchas tomas melancólicas de Guardianes de la Galaxia frente a la música". El tráiler acumuló 134,1 millones de visitas en TikTok, Instagram, YouTube, Twitter y Facebook, y fue el tráiler del Super Bowl más visto en tráfico posterior al partido según RelishMix. También fue la primera vez desde el inicio de la pandemia de COVID-19 que un tráiler del Super Bowl superó los 100 millones de visitas en las redes sociales en un período de 24 horas.
Disney y Marvel Music se asociaron con el servicio de streaming de música, Spotify en mayo de 2023 para promocionar la película. Como parte de la promoción, se creó una lista de reproducción titulada «K-GOTG Radio Experience», en la plataforma. Marvel Studios también promocionó la película con General Mills cereales y refrigerios de edición limitada, incluidos Honey Nut Cheerios, Cookie Crisp, Lucky Charms, Trix, Reese's Puffs, Cinnamon Toast Crunch y Go-Gurt. Microsoft también se asoció con Marvel Studios para promocionar la película con un Zune reproductor de MP3 de edición limitada; se crearía un único modelo no funcional usando impresión 3D y se lanzaría dentro de la Estación Espacial Internacional.

## Estreno

### En cines
Guardianes de la Galaxia vol. 3 tuvo una proyección temprana en Dongdaemun Design Plaza, el 19 de abril de 2023. La película se estrenó en Disneyland Paris, el 22 de abril de 2023, y su estreno norteamericano se llevó a cabo en el Dolby Theatre en Hollywood, Los Angeles, el 27 de abril. La película se estrenó en varios países, incluido el Reino Unido, el 3 de mayo de 2023, y en Estados Unidos el 5 de mayo. Originalmente estaba prevista para estrenarse el 1 de mayo de 2020, antes de que se retirara de esa fecha. Forma parte de la Fase Cinco del UCM. La película fue estrenada en 3D, IMAX, Dolby Cinema, 4DX y ScreenX. Disney estrenó más de 600 versiones únicas de la película en los cines, incluida una versión con relaciones de aspecto variables. Cuarenta y cinco minutos de la película se presentaron en la relación de aspecto plana de 1,85:1, mientras que el resto de la película tiene una relación de aspecto de formato de pantalla ancha de 2,39:1.

### Medios domésticos
Guardianes de la Galaxia Vol. 3 fue lanzada por Walt Disney Studios Home Entertainment en descarga digital, el 7 de julio de 2023; y en Ultra HD Blu-ray, Blu-ray y DVD, el 1 de agosto de 2023; y estrenada en Disney+ el 2 de agosto, donde también estaba disponible una versión mejorada de IMAX. La película fue el lanzamiento de medios físico final para Walt Disney Studios Home Entertainment en Australia, ya que decidieron suspender vendiendo sus películas en medios domésticos físicos allí.

## Recepción

### Taquilla
Guardianes de la Galaxia vol. 3 recaudó $358.9 millones en los Estados Unidos y Canadá, y $486,5 millones en otros territorios, para un total mundial de $845.6 millones. Deadline Hollywood calculó que el beneficio neto de la película sería de 124 millones de dólares, teniendo en cuenta todos los gastos e ingresos.
En Estados Unidos y Canadá, Guardians of the Galaxy Vol. 3 se proyectó que recaudaría alrededor de $110 millones en 4450 cines en su primer fin de semana. La película recaudó $48,2 millones en su primer día, incluyendo $17.5 millones de avances del jueves por la noche. Debutó con $118,4 millones, encabezando la taquilla. En su segundo fin de semana, Guardians of the Galaxy Vol. 3 retuvo el primer lugar en la taquilla con $62 millones, un declive del 48% desde su primer fin de semana y el mejor segundo fin de semana de cualquier secuela en el Universo cinematográfico de Marvel, y un declive notablemente menor en el segundo fin de semana que los de los estrenos recientes de la franquicia, incluido Ant-Man and the Wasp: Quantumania  (70%), Thor: Love and Thunder (68%) y Doctor Strange in the Multiverse of Madness (67%). La película ganó $32 millones en su tercer fin de semana, siendo destronada por Fast X.
Fuera de EE. UU. y Canadá, la película recaudó 168,1 millones de dólares en su primer fin de semana. En su segundo fin de semana, la película recaudó 92 millones de dólares, lo que representa una caída del 40% con respecto a su primer fin de semana. Al 27 de mayo de 2023, los territorios con mayor recaudación fueron China ($77,4 millones), el Reino Unido ($36 millones), México ($30,8 millones), Corea del Sur ($26,7 millones) y Francia ($24,3 millones).

### Respuesta crítica
En el sitio web del agregador de reseñas, Rotten Tomatoes, la película posee un índice de aprobación del 82%, basado en 404 reseñas, con una calificación promedio de 7.2/10 y un consenso crítico que dice: "Un abrazo grupal galáctico que quizá apriete demasiado la fibra sensible, el final de Guardians of the Galaxy es un cariñoso último hurra para la familia más dispar del UCM". De parte de la audiencia tiene una aprobación del 93%, basada en más de 25 000 votos, con una calificación de 4.6/5. El sitio web Metacritic le dio a la película una puntuación de 64 sobre 100, basada en 62 reseñas, indicando "reseñas generalmente favorables". Las audiencias encuestadas por CinemaScore le otorgaron a la película una "A" en una escala de A+ a F.
The Independent encontró que era "la mejor película de Marvel en años" al igual que Vox y CBC. En críticas mixtas, Peter Bradshaw de The Guardian y Nicholas Barber de BBC estuvieron de acuerdo en que la película era demasiado larga, y Barber opinó que "la gracia salvadora de la película es que, así como a Gunn se le ha permitido dar rienda suelta a su imaginación gonzo, también se le ha permitido derramar sus emociones". Wendy Ide de The Observer elogió las películas por su peso emocional y las consideró una conclusión satisfactoria, afirmando que "Lo que eleva el Vol. 3 (supuestamente la película final de la serie GOTG) es la forma en que mantiene esa personalidad, asintiendo con la arrogancia irreverente que es un componente crucial de la USP de Guardianes mientras ofrece una serie de devastadores puñetazos emocionales en el camino." Matt Singer de ScreenCrush elogió la película por concluir la historia del arco argumental de Rocket afirmando que "un personaje le dice a Rocket que los eventos que se desarrollan en pantalla han sido su historia desde el principio, y con Guardians of the Galaxy Vol. 3, se siente como si Marvel hubiera gastado $200 millones en una película sobre un melancólico mapache espacial que busca amor y aceptación".
Escribiendo para The Verge, Charles Pulliam-Moore elogió las secuencias de acción y el argumento de la película y comentó que Guardians of the Galaxy Vol. 3 cuenta la historia llena de acción y flashbacks de cómo la vida de Rocket Raccoon (Bradley Cooper) está gravemente en peligro y le da al resto de los Guardianes una razón para unirse y realmente comenzar a trabajar en algunos de los problemas emocionales que han sido persiguiéndolos desde Endgame". The Hindustan Times elogió la dirección y la escritura de Gunn y comentó que "cuando James Gunn concluye su viaje con estos personajes, claramente te preocupa tanto que no puedes evitar reflexionar por tu cuenta. Al salir, tenía mi propio pequeño montaje retrospectivo en mi cabeza de todas las aventuras en las que hemos estado y los enemigos a los que nos hemos enfrentado con este adorable grupo de idiotas salvadores de galaxias". Nathan Durr de CBS News elogió la banda sonora de la película y afirmó que "no hay excepción aquí con respecto a la banda sonora, ya que Gunn y compañía implementan hábilmente canciones que agregan peso a las complejidades y emociones de los personajes".
Una reseña negativa de NPR criticó el enfoque de la crueldad hacia los animales en la película, mientras que The New York Times la calificó de "la pesadilla de A.S.P.C.A. de dos horas y media de duración, adusta y visualmente desagradable (que) puede ser solo para fanáticos completistas", y el Chicago Tribune, "la película del UCM más vacía y brutal hasta la fecha". Por el contrario, Personas por el Trato Ético de los Animales (PETA) declaró la película como "la mejor película sobre derechos de los animales del año" y le otorgó a Gunn un premio «Not a Number» por su descripción de las pruebas con animales.

### Reconocimientos
| Premio                                                   | Fecha                   | Categoría                                                                                    | Nominado                                                                                               | Resultado | Ref.            |
| -------------------------------------------------------- | ----------------------- | -------------------------------------------------------------------------------------------- | --- | --------- | --------------- |
| Premios Óscar                                            | 10 de marzo de 2024     | Mejores efectos visuales                                                                     | Stephane Ceretti, Alexis Wajsbrot, Guy Williams y Theo Bialek                                          | Nominados | [ 250 ]         |
| Annie Awards                                             | 17 de febrero de 2024   | Logro destacado por animación de personajes en una producción de acción en vivo              | Fernando Herrera, Chris Hurtt, Nathan McConnel, Daniel Cabral, Chris McGaw                             | Ganadores | [ 251 ]         |
| Art Directors Guild Awards                               | 10 de febrero de 2024   | Excelencia en diseño de producción para una película fantástica                              | Beth Mickle                                                                                            | Nominados | [ 252 ]         |
| Astra Film Awards                                        | 6 de enero de 2024      | Mejor interpretación de voz                                                                  | Bradley Cooper                                                                                         | Nominado  | [ 253 ]         |
| Astra Film Awards                                        | 6 de enero de 2024      | Mejor película de acción                                                                     | Guardians of the Galaxy Vol. 3                                                                         | Nominada  | [ 253 ]         |
| Astra Film Creative Arts Awards                          | 26 de febrero de 2024   | Mejor diseño de vestuario                                                                    | Judianna Makovsky                                                                                      | Nominada  | [ 253 ]         |
| Astra Film Creative Arts Awards                          | 26 de febrero de 2024   | Mejor maquillaje y peinado                                                                   | Cassie Russek y Alexei Dmitriew                                                                        | Nominadas | [ 253 ]         |
| Astra Film Creative Arts Awards                          | 26 de febrero de 2024   | Mejores efectos visuales                                                                     | Guardians of the Galaxy Vol. 3                                                                         | Nominada  | [ 253 ]         |
| Astra Film Creative Arts Awards                          | 26 de febrero de 2024   | Mejores acrobacias                                                                           | Guardians of the Galaxy Vol. 3                                                                         | Nominada  | [ 253 ]         |
| Asociación de Críticos de Cine de Austin                 | 10 de enero de 2024     | Mejor interpretación de voz/animada/digital                                                  | Bradley Cooper                                                                                         | Ganador   | [ 254 ]         |
| Premios BAFTA                                            | 18 de febrero de 2024   | Mejores efectos visuales                                                                     | Theo Bialek, Stephane Ceretti, Alexis Wajsbrot y Guy Williams                                          | Nominados | [ 255 ]         |
| Chinese American Film Festival                           | 11 de noviembre de 2023 | Película estadounidense más popular en China                                                 | Guardians of the Galaxy Vol. 3                                                                         | Ganadora  | [ 256 ]         |
| Premios de la Crítica Cinematográfica                    | 14 de enero de 2024     | Mejores efectos visuales                                                                     | Guardians of the Galaxy Vol. 3                                                                         | Nominada  | [ 257 ]         |
| Critics' Choice Super Awards                             | 4 de abril de 2024      | Mejor película de superhéroes                                                                | Guardians of the Galaxy Vol. 3                                                                         | Nominado  | [ 258 ]         |
| Critics' Choice Super Awards                             | 4 de abril de 2024      | Mejor actor en una película de superhéroes                                                   | Bradley Cooper                                                                                         | Nominado  | [ 258 ]         |
| Critics' Choice Super Awards                             | 4 de abril de 2024      | Mejor actriz en una película de superhéroes                                                  | Zoe Saldaña                                                                                            | Nominado  | [ 258 ]         |
| Critics' Choice Super Awards                             | 4 de abril de 2024      | Mejor villano en una película                                                                | Chukwudi Iwuji                                                                                         | Nominado  | [ 258 ]         |
| Georgia Film Critics Association                         | 5 de enero de 2024      | Premio Oglethorpe a la excelencia en el cine de Georgia                                      | James Gunn                                                                                             | Nominado  | [ 259 ]         |
| Premios Globo de Oro                                     | 7 de enero de 2024      | Logro cinematográfico y de taquilla                                                          | Guardians of the Galaxy Vol. 3                                                                         | Nominada  | [ 260 ]         |
| Golden Trailer Awards                                    | 29 de junio de 2023     | Mejor tráiler de aventura y fantasía                                                         | Guardians of the Galaxy Vol. 3 "Encore"                                                                | Nominado  | [ 261 ] [ 262 ] |
| Golden Trailer Awards                                    | 29 de junio de 2023     | Mejor tráiler de gran éxito del verano de 2023                                               | Guardians of the Galaxy Vol. 3 "Encore"                                                                | Nominado  | [ 261 ] [ 262 ] |
| Golden Trailer Awards                                    | 29 de junio de 2023     | Mejor avance                                                                                 | Guardians of the Galaxy Vol. 3 "Magic"                                                                 | Nominado  | [ 261 ] [ 262 ] |
| Premios Grammy                                           | 4 de febrero de 2024    | Mejor recopilación de banda sonora para película, televisión u otro medio visual             | Guardians of the Galaxy, Vol. 3: Awesome Mix, Vol. 3                                                   | Nominada  | [ 263 ]         |
| Guild of Music Supervisors Awards                        | 5 de marzo de 2023      | Mejor supervisión musical en un tráiler - Película                                           | Cynthia Blondelle y Heather Kreamer                                                                    | Nominadas | [ 264 ]         |
| Hollywood Critics Association Midseason Film Awards      | 30 de junio de 2023     | Mejor película                                                                               | Guardians of the Galaxy Vol. 3                                                                         | Nominada  | [ 265 ]         |
| Premios de Música de Hollywood de Medios de Comunicación | 15 de noviembre de 2023 | Mejor álbum de banda sonora                                                                  | Guardians of the Galaxy Vol. 3: Awesome Mix Vol. 3                                                     | Nominado  | [ 266 ] [ 267 ] |
| Hollywood Professional Association                       | 9 de noviembre de 2023  | Mejores efectos visuales - película de acción real                                           | Guy Williams, Daniel Macarin, Mike Cozens, Mark Smith y Marvyn Young (Wētā FX)                         | Nominados | [ 268 ]         |
| Houston Film Critics Society                             | 22 de enero de 2024     | Mejores efectos visuales                                                                     | Guardians of the Galaxy Vol. 3                                                                         | Nominada  | [ 269 ]         |
| Houston Film Critics Society                             | 22 de enero de 2024     | Mejores acrobacias                                                                           | Guardians of the Galaxy Vol. 3                                                                         | Nominada  | [ 269 ]         |
| Make-Up Artists and Hair Stylists Guild                  | 18 de febrero de 2023   | Mejor maquillaje contemporáneo                                                               | Jane Galli, Personal                                                                                   | Nominados | [ 270 ]         |
| Make-Up Artists and Hair Stylists Guild                  | 18 de febrero de 2023   | Mejor maquillaje de época y/o personaje                                                      | Alexei Dmitriew, Nicole Sortillon, Amos Samantha Ward, LuAndra Whitehurs                               | Nominados | [ 270 ]         |
| Make-Up Artists and Hair Stylists Guild                  | 18 de febrero de 2023   | Mejor peinado de época y/o peinado de personaje                                              | Cassandra Lyn Russek, Stephanie Fenner, Peter Tothpal, Connie Criswell                                 | Nominados | [ 270 ]         |
| Make-Up Artists and Hair Stylists Guild                  | 18 de febrero de 2023   | Mejores efectos especiales de maquillaje                                                     | Alexei Dmitriew, Lindsay MacGowen, Shane Mahan, Scott Stoddard                                         | Nominados | [ 270 ]         |
| Make-Up Artists and Hair Stylists Guild                  | 18 de febrero de 2023   | Anuncios y vídeos musicales: Mejor peinado                                                   | Ashleigh Childers para «From the Cubicle to the Cosmos» (con HelloFresh)                               | Nominados | [ 270 ]         |
| Premios MTV Miaw                                         | 6 de agosto de 2023     | Killer Series / Movie                                                                        | Guardians of the Galaxy Vol. 3                                                                         | Nominada  | [ 271 ] [ 272 ] |
| Nickelodeon Kids' Choice Awards                          | 13 de julio de 2023     | Película Favorita                                                                            | Guardians of the Galaxy Vol. 3                                                                         |           | [ 273 ]         |
| Nickelodeon Kids' Choice Awards                          | 13 de julio de 2023     | Actor de Cine Favorito                                                                       | Chris Pratt                                                                                            |           | [ 273 ]         |
| Nickelodeon Kids' Choice Awards                          | 13 de julio de 2023     | Actriz de Cine Favorita                                                                      | Zoe Saldaña                                                                                            |           | [ 273 ]         |
| People's Choice Awards                                   | 18 de febrero de 2024   | La película del año                                                                          | Guardians of the Galaxy Vol. 3                                                                         | Nominada  | [ 274 ]         |
| People's Choice Awards                                   | 18 de febrero de 2024   | La película de acción del año                                                                | Guardians of the Galaxy Vol. 3                                                                         | Nominada  | [ 274 ]         |
| People's Choice Awards                                   | 18 de febrero de 2024   | La estrella de cine masculina del año                                                        | Chris Pratt                                                                                            | Nominado  | [ 274 ]         |
| People's Choice Awards                                   | 18 de febrero de 2024   | La estrella de cine de acción del año                                                        | Chris Pratt                                                                                            | Nominado  | [ 274 ]         |
| Santa Barbara International Film Festival                | 10 de febrero de 2024   | Variety Artisans Award                                                                       | Stephane Ceretti – VFX                                                                                 | Ganadora  | [ 275 ]         |
| Premios Saturn                                           | 4 de febrero de 2024    | Mejor adaptación de cómic a película                                                         | Guardians of the Galaxy Vol. 3                                                                         | Ganadora  | [ 276 ] [ 277 ] |
| Premios Saturn                                           | 4 de febrero de 2024    | Mejor actor                                                                                  | Chris Pratt                                                                                            | Nominado  | [ 276 ] [ 277 ] |
| Premios Saturn                                           | 4 de febrero de 2024    | Mejor director                                                                               | James Gunn                                                                                             | Nominado  | [ 276 ] [ 277 ] |
| Premios Saturn                                           | 4 de febrero de 2024    | Mejor diseñador de producción                                                                | Beth Mickie                                                                                            | Nominada  | [ 276 ] [ 277 ] |
| Premios Saturn                                           | 4 de febrero de 2024    | Mejor vestuario                                                                              | Judianna Makovsky                                                                                      | Nominada  | [ 276 ] [ 277 ] |
| Premios Saturn                                           | 4 de febrero de 2024    | Mejor maquillaje                                                                             | Alexei Dmitriew, Lindsay MacGowan y Shane Mahan                                                        | Nominados | [ 276 ] [ 277 ] |
| Premios Saturn                                           | 4 de febrero de 2024    | Mejores efectos especiales                                                                   | Stephane Ceretti, Alexis Wajsbrot, Guy Williams y Dan Sudick                                           | Nominados | [ 276 ] [ 277 ] |
| Screen Actors Guild Awards                               | 24 de febrero de 2024   | Mejor actuación de un equipo de especialistas en una película                                | Guardians of the Galaxy Vol. 3                                                                         | Nominada  | [ 278 ]         |
| Seattle Film Critics Society                             | 8 de enero de 2024      | Mejores efectos visuales                                                                     | Guardians of the Galaxy Vol. 3                                                                         | Nominada  | [ 279 ]         |
| Premios de la Sociedad de Decoradores de Estados Unidos  | 13 de febrero de 2024   | Mejor logro en decoración/diseño de una película de fantasía o ciencia ficción               | Rosemary Brandenburg y Beth Mickle                                                                     | Nominadas | [ 280 ]         |
| Asociación de Críticos de Cine de San Luis               | 17 de diciembre de 2023 | Mejores efectos visuales                                                                     | Guardians of the Galaxy Vol. 3                                                                         | Nominada  | [ 281 ] [ 282 ] |
| Utah Film Critics Association                            | 6 de enero de 2024      | Premio Vice/Martin a la interpretación en una película de ciencia ficción, fantasía o terror | Bradley Cooper                                                                                         | Nominado  | [ 283 ]         |
| Utah Film Critics Association                            | 6 de enero de 2024      | Mejores efectos visuales                                                                     | Guardians of the Galaxy Vol. 3                                                                         | Nominada  | [ 283 ]         |
| Visual Effects Society Awards                            | 21 de febrero de 2024   | Efectos visuales excepcionales en una función fotorrealista                                  | Stephane Ceretti, Susan Pickett, Alexis Wajsbrot, Guy Williams, Dan Sudick                             | Nominados | [ 284 ]         |
| Visual Effects Society Awards                            | 21 de febrero de 2024   | Personaje animado excepcional en una película fotográfica                                    | Nathan McConnel, Andrea De Martis, Antony Magdalinidis, Rachel Williams (por Rocket)                   | Ganadores | [ 284 ]         |
| Visual Effects Society Awards                            | 21 de febrero de 2024   | Entorno creado excepcionalmente en una función fotográfica                                   | Omar Alejandro, Lavrador Ibanez, Fabien Julvecourt, Klaudio Ladavac, Benjamin Patterson (por Knowhere) | Nominados | [ 284 ]         |
| Visual Effects Society Awards                            | 21 de febrero de 2024   | Excelente composición e iluminación en una película                                          | Indah Maretha, Beck Veitch, Nathan Abbot, Steve McGillen                                               | Nominados | [ 284 ]         |
| Visual Effects Society Awards                            | 21 de febrero de 2024   | Cinematografía virtual excepcional en un proyecto CG                                         | Joanna Davison, Cheyana Wilkinson, Michael Cozens, Jason Desjarlais                                    | Ganadores | [ 284 ]         |
| Visual Effects Society Awards                            | 21 de febrero de 2024   | Modelo excepcional en un proyecto fotorrealista o animado                                    | Kenneth Johansson, Jason Galeon, Tim Civil, Artur Vill (por El Arête)                                  | Nominados | [ 284 ]         |

## Especial documental
En febrero de 2021, se anunció la serie documental Marvel Studios: Assembled. El especial de esta película, Assembled: The Making of Guardians of the Galaxy Vol. 3 estrenó en Disney+, el 13 de septiembre de 2023.

## Futuro
Gunn dijo en abril de 2017 que podría suceder una cuarta película de Guardianes, aunque probablemente se centraría en un nuevo grupo de personajes, ya que Gunn planeaba concluir la historia del actual equipo en Vol. 3. Más tarde en septiembre, Gunn dijo que era poco probable que regresara para otra película de Guardianes, pero que continuaría trabajando con Marvel Studios en otros proyectos que utilizan el Guardianes y personajes cósmicos. Uno de esos proyectos de Gunn fue una película centrada en Drax y Mantis, que Bautista calificó de "brillante". Sin embargo, en mayo de 2021, Bautista declaró que no había escuchado más actualizaciones al respecto, sintiendo que Marvel Studios no estaba "muy interesado, o no encaja en la forma en que planearon las cosas". Gunn confirmó en septiembre de 2019 que tenía la intención de Vol. 3 será su última película de Guardianes, que reafirmó en mayo de 2021. En julio de 2021, Gillan expresó su deseo de seguir jugando Nebulosa después de Vol. 3. En abril de 2023, Saldaña confirmó que Vol. 3 sería la última vez que interpretaría a Gamora, pero esperaba que Marvel eligiera con una actriz más joven porque deseaba que el personaje continuara.
Pratt indicó en mayo de 2023 que estaba dispuesto a seguir interpretando a Peter Quill si aparecía el guion adecuado, y una nota al final de la escena poscréditos de Vol.3 indica que el "Legendario Star-Lord" regresará al MCU. En diciembre de 2024, Gunn dijo que le había dado su bendición a Pratt de continuar en el papel sin él, y estaba emocionado de que Marvel usara a los Guardianes nuevamente en proyectos futuros. Señaló que había spin-offs planificados que no se concretaron, pero que aún así pudieron realizarse sin su participación, incluida una serie de televisión centrada en los Devastadores y un proyecto que llamó "Legendary Star-Lord" para el cual "tenían una idea completa".